# Rio Ghighiu (Sărata)
O Rio Ghighiu é um rio da Romênia, afluente do Sărata, localizado no distrito de Prahova,
Ialomiţa.